# Голос з глибин
Голос з глибин (англ. A Voice from the Deep) — американська короткометражна кінокомедія Мака Сеннета 1912 року.

## У ролях
- Едвард Діллон — Персі
- Фред Мейс — Гарольд
- Маргарит Марш — дівчина
- Вільям Батлер — рибак
- Делл Хендерсон
- Роско ’Товстун’ Арбакл
- Флоренс Баркер
- Гаррі Хайд